# خولين درة (استر أباد)
خولین درة (بالفارسية: خولین‌دره) هي قرية تقع في إيران في قسم استر أباد الریفي.